# Cosimo Fragomeni
Cosimo Fragomeni, dit Frère Cosimo (né le 27 janvier 1950 à Santa Domenica di Placanica), est un mystique italien des XXe et XXIe siècles.

## Biographie
Frère Cosimo est né le 27 janvier 1950 en Calabre, dans le village de Santa Domenica di Placanica, au sein d'une famille de pauvres paysans. À l'âge de 12 ans, il quitte l'école élémentaire et devient berger pour aider sa famille. Le 11 mai 1968, la Sainte Vierge-Marie lui apparaît près de la ferme familiale. La Madone du Rocher (comme elle sera nommée) lui demande d’offrir sa vie pour la conversion des pécheurs. Durant les deux jours suivants, elle lui demande de faire construire une chapelle et de transformée la vallée en un centre spirituel. 
Frère Cosimo est par la suite entré dans le Tiers-Ordre Franciscain et vit à présent comme ermite. Il organise aussi des pèlerinages où des guérisons inexplicables par la science sont réalisées et où les conversions se multiplient. 
Frère Cosimo serait aussi un grand mystique avec des dons de prophéties, de thaumaturge mais aussi de bilocation. 
Le 7 décembre 2008, le décret de reconnaissance du culte à la Madone du Rocher a été signé par Monseigneur Giuseppe Fiorini Morosini.